# El Anacronópete

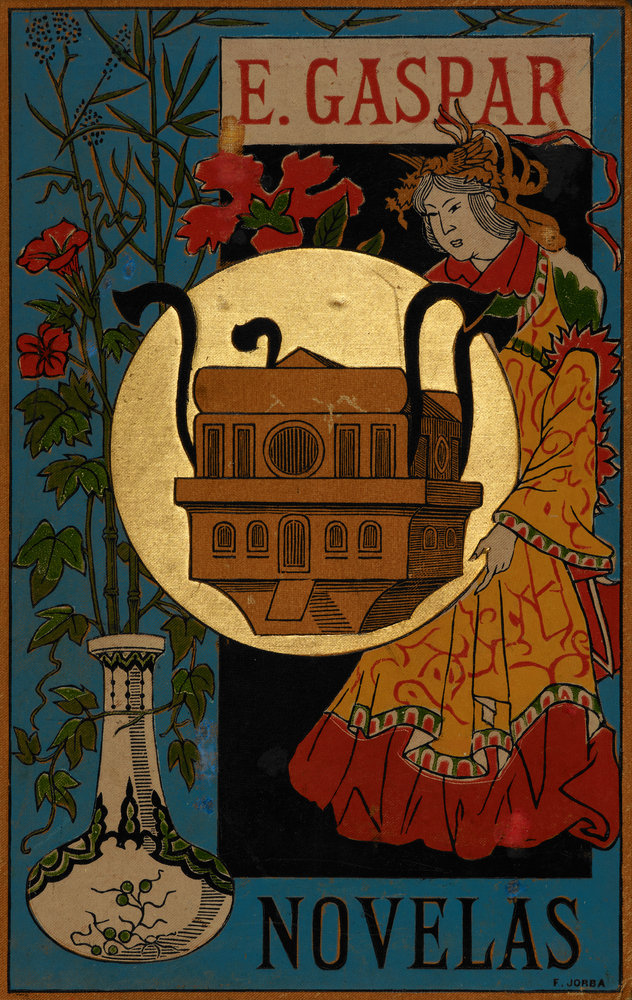
Cover von El Anacronópete (1887).

El Anacronópete ist ein 1887 in Barcelona veröffentlichter Science-Fiction-Roman des spanischen Autors Enrique Gaspar y Rimbau und sein heute bekanntestes Werk; es beschrieb ein Jahr vor der Veröffentlichung der Kurzgeschichte The Chronic Argonauts von H. G. Wells eine Zeitreise unter Verwendung einer Zeitmaschine. Der Roman selbst erinnert an eine Zarzuela, ein spanisches Lustspiel voller unerwarteter Wendungen und eher volkstümlicher Charaktere. Gaspar y Rimbau schrieb den Roman, während er als Abgesandter für die spanische Regierung in China tätig war.

## Handlung
Im Paris des Jahres 1878 stellt Don Sindulfo García, ein Erfinder aus Zaragoza, zusammen mit seinem Assistenten Benjamín, einem jüngeren Gelehrten, der über profunde Kenntnisse in den Bereichen Sprache und Geschichte verfügt, der Menge und den Gelehrten seine Erfindung vor. Die Menge ist begeistert von der riesigen Zeitmaschine, dem Anacronópete; Don Sindulfo verspricht, auf der Jungfernfahrt einige den Gelehrten auf den Fingern brennende Fragen zur Schlacht bei Tetuan 1860 zu klären. Da bei der Reise in die Vergangenheit zudem ein Verjüngungseffekt zu bemerken ist, falls man nicht mit dem García-Gas des Erfinders gegen Zeiteinflüsse imprägniert wurde, nimmt er auf Bitte des Bürgermeisters von Paris auch einige in die Jahre gekommenen Frauen "zweifelhafter Moral" mit an Bord, um diese zu verjüngen; der Bürgermeister möchte diesen ihre Jugend zurückgeben, um sie zu aufrechten Ehefrauen und Müttern zu machen.
Don Sindulfo verfolgt im Grunde ein ähnliches Ziel; nachdem seine erste Frau, die stumme Mamerta, ertrunken ist sieht er sich, trotz seines Alters, stark zu seinem Mündel Clarita hingezogen; doch als er seine Absicht, sie zu heiraten, bekannt gab, weigerte sich diese mit dem Hinweis, sie habe ihr Herz bereits seinem Verwandten, dem Husarenkapitain Luis, geschenkt. Die allgemeine Meinung und Rechtslage ist gegen Don Sindulfo; entsprechend möchte er sich und sein Mündel in "bessere" Zeiten versetzen, in denen das Wort eines Vormundes noch Gesetz war.
Daraufhin bricht die Expedition in die Vergangenheit auf; nach dem ersten Stopp in Tetuan 1860 wird klar, dass sich Claritas Verlobter mit einigen seiner Soldaten an Bord verborgen hat; Don Sindulfo lässt diese, da sie nicht durch sein García-Gas geschützt sind, durch eine Fahrt in die tiefere Vergangenheit zu Ungeborenen werden, woraufhin er in eine schwere Depression, bzw. in den Wahnsinn verfällt. Benjamin bringt die, inzwischen Zeitfixierten, Gesellschaftsdamen zurück in die Gegenwart und startet dann zum zweiten Ziel, dem alten China, in dem er den Schlüssel zur Unsterblichkeit und Don Sindulfo geeignete Umstände zum Brechen des Eigensinns der schönen Clarita zu finden hoffen. Unterwegs machen sie verschiedene Stopps, darunter im Granada des Jahres 1492, wo sie Königin Isabella raten, auf die Vorschläge eines gewissen Kolumbus einzugehen.
In Ho-nan im China des Jahres 220 angekommen werden sie in Machtkämpfe am Hof des Kaisers Hien-ti hineingezogen; doch können die Husaren unter Luis, deren unsterblichen Seelen beim Rücktransport der Gesellschaftsdamen wieder ins Sein zurückkehrten und sich Zeitfixierten, die Situation und auch die vom Kaiser eigentlich ermordete Kaiserin, die sich als eine frühere Inkarnationd er Seele von Don Sindulfos Frau, Marmita, erweist, retten. Ähnliches geschieht in Pompeii, wo die Zeitreisenden kurz vor der Eruption des Vesuv im Jahr 79 zur Volksbelustigung in der Arena sterben sollten. Benjamín gibt seine Suche nach dem Geheimnis der Unsterblichkeit und reist in die Zeit der Sintflut zurück; doch der inzwischen völlig verrückte Don Sindulfo, der sich nun im Grunde wieder verheiratet jeder Hoffnung auf häusliches Glück mit Clarita beraubt sieht, beschleunigt die Zeitmaschine weiter, damit sie alle am Tag der Schöpfung zerschellen.
Kurz vor dem Aufschlag wacht Don Sindulfo auf; er war in einem Theater während einer Aufführung des neuesten Stücks von Jules Verne eingeschlafen, das er mit dem Neuverheirateten Paar Luis and Clarita besucht hatte.